# اچ‌ام‌اس مانکی (۱۸۲۶)

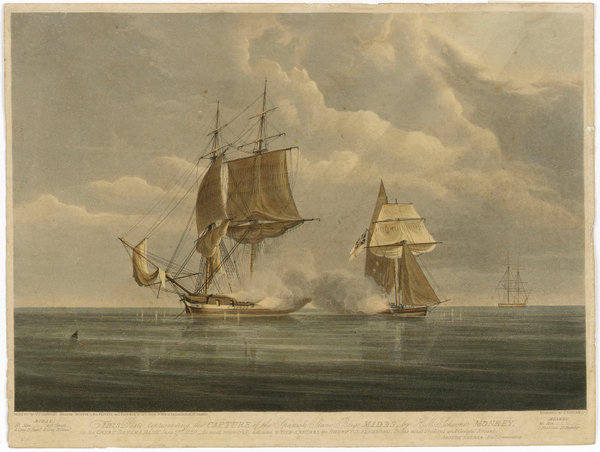
اچ‌‌ ام‌ اس مانکی (۱۸۲۶)

اچ‌ام‌اس مانکی (۱۸۲۶) (به انگلیسی: HMS Monkey (1826)) یک کشتی بود. این کشتی در سال ۱۸۲۶ ساخته شد.